# Ґері Вебб
Ґері Стівен Вебб (англ. Gary Stephen Webb; нар. 31 серпня 1955, Корона — пом. 10 грудня 2004, Сакраменто) — американський журналіст-розслідувач.
Почав свою кар'єру, працюючи в газетах Кентуккі й Огайо, отримуючи численні нагороди, створив міцну репутацію своїми розслідуваннями. Вебб брав участь у створення репортажу про землетрус Лома Прієта 1989 року, який отримав Пулітцерівську премію.
Вебб найбільш відомий серією статей «Темний альянс», написаною у 1996 році для «Меркурі ньюз». Серія розслідувала походження креку у Лос-Анджелесі та визначальну роль у торгівлі ним членів антикомуністичних контрас Нікарагуа, які використовували прибуток для фінансування бойових дій. Статті також припускали причетність і протекцію контрас з боку Центрального розвідувального управління. Статті викликали суспільний резонанс і призвели до чотирьох великих розслідувань.
«Лос-Анджелес таймс» та інші великі видання опублікували статті про роздутість обвинувачень у «Темному альянсі». У грудні 1997 року Вебб звільнився з «Меркурі ньюз».
10 грудня 2004 року Вебба було знайдено в його будинку в Кармайклі з двома вогнепальними пораненнями в голову. Слідство визнало це самогубством.

## Ранні роки й освіта
Вебб народився в місті Корона, штат Каліфорнія. Його батько був сержантом КМП. Коли батько Вебба пішов з морської піхоти, сім'я оселилася в передмісті Індіанаполіса, де Вебб і його брат відвідували середню школу.
Після закінчення школи Вебб навчався на стипендії в коледжі Індіанаполіса, поки його сім'я не переїхала до Цинциннаті. Тоді він перевівся в Університет Північного Кентуккі.
Вебб почав писати у студентській газеті в коледжі Індіанаполіса. Перейшовши до Університету Північного Кентуккі, він долучився до їхньої програми журналістики і писав для шкільного газети «Північанин». Хоча Вебб відвідував Північний Кентуккі протягом чотирьох років, він не завершив свою освіту. Замість цього, у 1978 році він влаштувався працювати репортером в «Кентуккі пост», місцевій газеті, філії «Цинциннаті пост». У 1979 році Вебб одружився зі Сюзан Белл; у них народилося троє дітей.

## Початок кар'єри
Перша велике розслідування Вебба з'явилося в 1980 році, коли в «Цинциннаті пост» було опубліковано «Вугільний зв'язок», серію з сімнадцяти частин, створену Веббом і репортером Томасом Шеффі. У ній йшлося про вбивство президента вугільної компанії зі зв'язками з організованою злочинністю. Серія виграла Національну премію журналістів-розслідувачів і редакторі за репортаж у невеликій газеті.
У 1983 році Вебб перейшов до «Клівленд плейн дилер», де продовжив проводити розслідування. Серія 1985 року «Лікарська правда» розкривала проблеми в Медичному комітеті штату та призвела до розслідування у Палаті представників Огайо й внесення суттєвих правок Закону штату про медичну практику.
У 1988 році Вебба взяли у «Сан-Хосе Меркурі ньюз». Його направили у відділення Сакраменто й дали право вибору більшості матеріалу. Входивши до частини групи, яка висвітлювала землетрус Лома Прієта, Вебб і його колега Піт Кері написали історію, у якій визначали причини руйнування автостради Сайпрес Стріт Віадук. За висвітлення землетрусу в «Меркурі ньюз» журналісти отримали Пулітцерівську премію 1990 року в номінації Репортаж загальних новин.

## Темний Альянс
У липні 1995 року Вебб розпочав нове розслідування. Серія «Темний альянс» була опублікована «Меркурі ньюз» у трьох частинах з 18 по 20 серпня 1996 року. Тексти з додатковою інформацією, документами, на які покликається серія, аудіозаписами цитованих людей були розміщені на вебсайті газети.
У ліді першої статті викладені базові твердження серії: «Більшу частину десятиліття наркокартелем агломерації Сан-Франциської затоки лос-анджелеським вуличним бандам Crips і Bloods продано тонни кокаїну та передано мільйонні доходи від наркотиків латиноамериканській партизанській армії, контрольованій Центральним розвідувальним управлінням США». Цей наркокартель «відкрив перший канал зв'язку між колумбійськими кокаїновими картелями та чорними кварталами Лос-Анджелеса», як наслідок «наплив кокаїну сприяв бурхливому поширенню креку в містах Америки».
Для наочності було зосереджено увагу на трьох чоловіках: Ріккі Росс, Оскар Даніло Бландон і Норвін Менезес. Рос був великим наркоторговцем у Лос-Анджелесі. Бландон і Менезес були жителями Нікарагуа, які ввозили наркотики до США і доставляли дилерам. У першій статті мова йшла про Бландона та Менезеса, їх стосунок до контрас і ЦРУ. Значна частина статті підкреслювала нездатність правоохоронних органів успішно притягти їх до відповідальності, припускалося, що це пояснюється, головним чином, їхнім зв'язком із контрас і ЦРУ.
Друга стаття описує історію Бландона, те, як він почав займатися контрабандою кокаїну для підтримки контрас. Менезес, відомий контрабандист і прихильник контрас, також навчив Бландона ввезенню та забезпечив його кокаїном. Виявивши ринок для креку в Лос-Анджелесі, Росс почав купувати кокаїн у Бландона. Масові постачання Бландона та Менезеса дешевого й високоякісного кокаїну «дозволили Россу контролювати ринок Лос-Анджелеса та рухатися далі. Місто за містом місцеві дилери або купляли у Росса, або пасли задніх».
У третій статті обговорювалися соціальні наслідки торгівлі креком. Стаття називала Бландона «крековим Джонні Епплсідом Каліфорнії». Виявлено відмінності у ставленні системи правосуддя до чорношкірих і білих торговців, протиставляючи поводження з Бландоном і Россом після їх арештів. Через співпрацю з Управлінням боротьби з наркотиками Бландон провів у в'язниці лише 28 місяців, став оплачуваним урядовим інформатором й отримав посвідку на постійне проживання. Росса також випустили після співпраці в розслідуванні корупції у поліції, але арештували кілька місяців по тому в ході спецоперації, влаштованої з допомогою Бландона. У статті припускалося, що це було наслідком свідчень Росса у справі про корупцію.

### Резонанс
Після публікації «Меркурі ньюз» продовжували випускати доповнення до оригінальної серії протягом наступних трьох місяців. Афроамериканці, особливо в Південному Центрі Лос-Анджелесі, відповіли з обуренням на звинувачення серії.
Каліфорнійські сенатори Барбара Боксер і Даян Файнстайн написали прохання розслідувати обвинувачення у серії директору ЦРУ Джону Дейчу і генеральному прокуророві Дженет Ріно. Представник 35-го округу Каліфорнії Максін Вотерс була обурена висвітленим у статтях і стала одним із найбільших прихильників Вебба. Вотерс закликала до розслідувань ЦРУ, Департамент юстиції та Постійний спеціальний комітет з розвідки.
До кінця вересня було оголошено три федеральні розслідування: розслідування звинувачень ЦРУ, проведених генеральним інспектором ЦРУ Фредеріком Гітцем, розслідування генеральним інспектором Міністерства юстиції Майкла Бромвіча звинувачень у бік правоохоронних органів, та друге розслідування в ЦРУ Комітетом з розвідки.
Коли Вебб написав черговий репортаж про докази рейду, що відбувся в 1986 році, на наркоорганізацію Бландона, проведений Лос-Анжделеським департаментом шерифа, і який виявив докази (про які пізніше було замовчано) зв'язку ЦРУ до контрабанди наркотиків, описані події привернули широку увагу, а Департамент шерифа розпочав власне розслідування заяв, поданих у «Темному альянсі».

### Статті інших газет
Після оголошення федеральних розслідувань звинувачень, поданих у «Темному альянсі», інші газети почали розслідування, й опублікували статті про перебільшення в оригінальній серії
Перша докладна стаття про звинувачення у серії з'явилася у «Вашингтон пост». Стаття журналістів Роберто Суро та Волтера Пінкуса виявляла, що «наявна інформація» не підтверджує звинувачення у серії, а «зростання обсягів креку» було «поширеним явищем» у багатьох місцях під керівництвом різних осіб. У статті також обговорювалися контакти Вебба з адвокатом Росса і скарги прокуратури на використання захистом Росса серії Вебба.
«Нью-Йорк таймс» опублікувала дві статті Тіма Ґолдена про «Темний Альянс». Одна стаття розглядала реакцію чорношкірої спільноти Лос-Анджелеса й називала докази серії слабкими. Ґолден також відзначив суперечливість контактів Вебба з адвокатом Росса. Друга стаття, посилаючись на інтерв'ю з нинішніми та колишніми розвідувальними й правоохоронними органами, ставила під сумнів важливість торговців наркотиками, обговорених статтями Вебба, як у торгівлі креком, так і в підтримці боротьби нікарагуанських контрас.
«Лос-Анджелес таймс» приділила найбільше уваги історії, розвинувши власну серію з трьох частин під назвою «Кокаїновий слід». Серія виходила з 20 по 22 жовтня 1996 року і розслідувалася командою з 17 репортерів. Перша стаття, авторства Джессі Каца, виявляла інші джерела походження торгівлі креком, ніж у «Темному альянсі», з більшою участю банд і контрабандистів. Друга стаття, Дойла Мак-Мануса, стосувалася ролі контрас у торгівлі наркотиками та обізнаності ЦРУ. Мак-Манус виявив, що внески Бландона і Менезеса в організації контрас значно менші, ніж «мільйони», про які йдеться у «Темному альянсі». Також він не знайшов жодних доказів того, що ЦРУ намагалося їм допомогти. Стаття Джона Мітчелла та Сема Фулвуда розповідала про вплив креку на життя афроамериканців і їхню реакцію після виходу «Темного альянсу».
У 2013 році Джессі Кац, колишній репортер «Лос-Анджелес таймс», висловився про їхню роботу: «Ми побачили цю серію в „Сан-Хосе Меркурі ньюз“ і задумалися, наскільки правдивою вона була та ніби поставили її під мікроскоп, і зробили це таким чином, що, думаю, більшість із залучених у цьому людей, озирнуться назад і визнають, що це було занадто. У нас була величезна команда людей, що наче звалилися на одного макрейкера з Північної Каліфорнії». І «ми дійсно нічого не зробили, щоб сприяти його роботі або краще висвітлити цю історію, і то була справді дешева реалізація… Це зруйнувало кар'єру репортера».

### Відповідь «Меркурі ньюз»
У відповідь на статтю «Вашингтон пост» головний редактор «Меркурі ньюз» Джеррі Сеппос написав листа, у якому захищав статті Вебба, однак «Пост» відмовилися його друкувати. Сеппос попросив репортера Піта Кері написати критику серії та змінив суперечливу світлину на сайті серії. Стаття Кері з'явилася в середині жовтня і зачіпала ряд розкритикованих «Пост» тверджень, що стосувалися впливовості наркокільця Бландона, свідчень Бландона у суді, конкретності звинувачень про участь ЦРУ, й містила коментарі Вебба.
Коли з'явилася серія «Лос-Анджелес таймс», Сеппос знову писав на захист «Темного альянсу». У своїй колонці від 3 листопада він визнає, що серія зазнала сильної критики й робить огляд основних зауважень. Редакції «Нью-Йорк таймс» і «Вашингтон пост» відповіли на колонку Сеппоса. Передовиця «Таймс», критикуючи серію за «необґрунтовані звинувачення», визнала, що «контрабанду й продаж наркотиків нікарагуанцями принаймні гіпотетично пов'язаною з контрас», і закликала до подальшого розслідування.
Дженіва Овергослер у відповіді «Пост», різко розкритикувавши оригінальну серію, називаючи її «недбалою журналістикою», також розкритикувала зміщення фокусу у висвітленні цієї історії самим «Пост», які втратили можливість повторного аналізу можливого ігнорування ЦРУ причетності контрас до контрабанди наркотиків.
Серія отримала підтримку від Стіва Вайнберґа, колишнього виконавчого директора неприбуткової організації Investigative Reporters and Editors. У огляді серії у «Балтимор сан» Вайнберґ написав: «Думаю, що критики були надто суворі.  Попри деякі роздуті формулювання, „Темний альянс“ є журналістським розслідуванням, що заслуговує на похвалу».
Після публікації серії північно-каліфорнійське відділення Товариства професійних журналістів (SPJ) обрало Вебба «Журналістом року» (1996).

### Завершення серії
Після колонки Сеппоса «Меркурі ньюз» наступні кілька місяців проводили внутрішній перегляд історії. Перегляд проводили редактор Джонатан Крім і репортер Піт Кері, який написав перший опублікований аналіз серії. Кері зрештою визнав наявність проблем у ряді частин історії, і написав чорновий варіант статті зі своїми висновками.
Веббу дали дозвіл повторно відвідати Центральну Америку, щоб отримати більше доказів для підтвердження історії. До січня Вебб подав проекти ще чотирьох статей на основі своєї поїздки, але його редактори прийшли до висновку, що нові статті не допоможуть закріпити твердження оригінальних серій.
У лютому редакція кілька разів зустрілася з Веббом, щоб обговорити результати внутрішнього аналізу та врешті-решт вирішила не друкувати чернетки, подані Кері та Веббом. Веббу дозволили надалі працювати над історією та здійснити в березні ще одну поїздку до Нікарагуа. Наприкінці березня Сеппос повідомив Вебба, що збирається представити висновки внутрішнього аналізу в колонці. Колонка була опублікована 11 травня 1997 року. У колонці Сеппо захищав частини статей, як «документально підтверджені», але написав, що в чотирьох напрямках серія «не відповідала нашим стандартам».

### Відставка
Вебб не погоджувався з колонкою Сеппоса. У червні 1997 року «Меркурі ньюз» повідомила Вебба, що переводить його з бюро у Сакраменто, запропонувавши вибір між роботою в головних офісах Сан-Хосе під сильнішим редакційним контролем чи спортивними репортажами у Купертіно. Вебб врешті-решт обрав Купертіно. У листопаді 1997 року він подав у відставку.

## Книга «Темний альянс»
Після звільнення, Вебб розширив серію «Темний альянс» до книги, де відповів на критику серії та описав свій досвід написання історії. Книга була видана в 1998 році під назвою «Темний альянс: ЦРУ, контрас і поширення креку». У 1999 році опубліковано перевидання, що включало відповідь Вебба на звіти ЦРУ та Міністерства юстиції. «Темний альянс» став бестселером «Сан-Франциско кронікл», фіналістом премій Pen/Newman's Own First Amendment і Bay Area Book Reviewers, лауреатом премії Firecracker Alternative Booksellers.

## Подальша кар'єра
Після звільнення з «Меркурі ньюз» Вебб став слідчим у Легіслатурі Каліфорнії. Його робота включала розслідування расової дискримінації у Дорожній поліції Каліфорнії та звинувачень в отриманні неконкурентного контракту на 95 млн $ компанією Oracle Corporation. Він також займався незалежними журналістськими розслідуваннями, серед яких публікація статті про расову дискримінацію при затриманні на дорозі в «Есквайр» (квітень 1999). У серпні 2004 року він почав працювати на щотижневу газету «Сакраменто ньюз енд рев'ю».

## Смерть
Вебба знайшли мертвим у його будинку в Кармайклі, Сакраменто, 10 грудня 2004 року. За офіційним висновком коронера його смерть визнана самогубством. Проте наявність двох вогнепальних поранень у голові породило чутки, що це розплата за «Темний альянс». Колишня дружина підтвердила варіант із самогубством, за її словами, Белл був нещасним через неможливість працювати на великі газети, продав будинок за тиждень до смерті через незмогу оплатити його.

## Фільм
Фільм «Убити посланця» знято на основі роману «Темний Альянс» Ґері Вебба й однойменного біографічного роману Ніка Ску. Роль Ґері Вебба виконав Джеремі Реннер.